# Fritz Schlieper

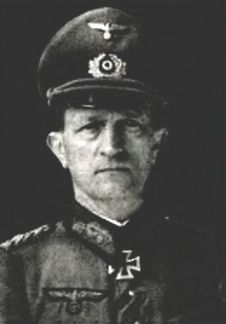
Generalleutnant Fritz Schlieper

Fritz Schlieper (* 4. August 1892 in Koldromb, Kreis Znin; † 4. Juni 1977 in Heidelberg) war ein deutscher Generalleutnant im Zweiten Weltkrieg.

## Leben
Schlieper trat am 24. Februar 1911 als Fahnenjunker in die Preußische Armee ein. Beim 2. Westpreußischen Fußartillerie-Regiment Nr. 17 wurde er am 18. August 1912 zum Leutnant befördert und sein Patent später auf den 23. August 1910 datiert. Schlieper nahm am Ersten Weltkrieg teil und wurde mit beiden Klassen des Eisernen Kreuzes sowie dem Kreuz für treue Dienste ausgezeichnet.
Nach Ende des Krieges übernahm ihn die Reichswehr und er wurde in verschiedenen Einheiten eingesetzt. Am 1. April 1934 wurde er zum Oberstleutnant befördert und am 15. Oktober 1935 zum Kommandeur des Artillerie-Regiment 17 ernannt. Seine Beförderung zum Oberst erfolgte am 1. März 1936. Am 1. Mai 1938 wurde er zum Artilleriekommandeur 24 (Arko 24) ernannt. Am 1. September 1939, dem Beginn des Zweiten Weltkriegs, wurde er Chef des Generalstabes des Stellvertretenden Generalkommando des XIII. Armeekorps. Ab dem 23. Oktober 1939 war er Chef des Generalstabes des Grenzabschnitts-Kommandos Mitte. Am 1. November 1939 wurde er zum Generalmajor und zum Oberquartiermeister der 18. Armee ernannt. Ab dem 1. Mai 1941 war er Kommandeur der 45. Infanterie-Division als Nachfolger des im Kampf getöteten Generalmajors Gerhard Körner. Mit der Division nahm er ab dem 22. Juni 1941 am Russlandfeldzug teil. Als Teil der Panzergruppe 2 eroberte seine Division vom 22. Juni bis 2. Juli 1941 die Festung Brest-Litowsk. Die Beförderung zum Generalleutnant erfolgte zum 1. November 1941 und am 27. Dezember 1941 erhielt er das Ritterkreuz des Eisernen Kreuzes. Schlieper wurde am 27. Februar 1942 als Divisionskommandeur durch Fritz Kühlwein abgelöst. Vom 15. April 1942 bis zum 1. August 1944 war er Chef der deutschen Heeresmission in der Ersten Slowakischen Republik und deutscher General beim Slowakischen Verteidigungsministerium. Diese Funktion behielt er dann bis zum 1.  August 1944. Am 17. August 1944 wurde er dann zum Befehlshaber Sonderstab II des OKH ernannt.
Sein Bruder war der spätere Generalmajor Franz Schlieper.

## Beurteilungen
In einer Beurteilung vom 31. März 1944 schrieb Generalfeldmarschall Wilhelm Keitel u. a. dass es Schlieper „infolge seiner trockenen und doktrinären Art nicht gelungen ist, sich volles Vertrauen und die rückhaltlose Anerkennung in der Slowakei“ zu erwerben. Der Historiker Christian Hartmann schreibt, dass Schlieper bereits am 29. Februar 1942 faktisch als Divisionskommandeur der 45. Infanterie-Division abgelöst wurde, obwohl die offizielle Ablösung erst am 1. März 1942 erfolgte. Hartmann bezeichnet Schlieper als menschlich sehr schwierig, ja fast spleenig. Er wirft ihm Fehlentscheidungen vor und sieht bei ihm einen extrem konservativ und obrigkeitsstaatlichen Führungsstil. Dass die Mannschaftssoldaten der 45. Infanterie-Division, trotz Teilnahme an schwersten Kämpfen, im Gegensatz zu den Offizieren, kaum Orden erhielten, führt der Historiker auf Schlieper und mit Fritz Kühlwein auf einen anderen ähnlich denkenden Kommandeur zurück.

## Schriften
- Artilleristisch-taktische Aufgabensammlung. Barbara-Verlag, München 1939.